# Rovray
Rovray est une commune suisse du canton de Vaud, située dans le district du Jura-Nord vaudois.

## Histoire
La commune de Rovray actuelle a vu le jour le 1er janvier 2005, à la suite de la fusion des anciennes communes de Rovray et d'Arrissoules.

## Population

### Surnom
Les habitants de la commune sont surnommés lè z’Écové (les écouvillons en patois vaudois, une sorte de serpillère utilisée par le boulanger dans le four) et lè Potai (les chaudronniers).

## Politique

### Liste des syndics de Rovray
- 1901-? : Arthur Gallandat
- 2011-2021 : Stéphane Raymondaz
- Depuis 2021 : Mathieu Richard